# Bio-orthogonale chemie
Onder de bio-orthogonale chemie valt elke chemische reactie die kan plaatsvinden in levende systemen zonder de natuurlijke biochemische processen in een cel te verstoren. In 2003 bedacht door Carolyn R. Bertozzi. Bio-orthogonale chemie maakt de studie van biomoleculen zoals sachariden, eiwitten en lipiden in realtime, zonder toxiciteit, mogelijk. 
Er zijn een aantal chemische ligatiestrategieën ontwikkeld die voldoen aan de vereisten van bio-orthogonaliteit, waaronder de 1,3-dipolaire cycloadditie tussen aziden en cyclo-octynen (ook wel kopervrije klikchemie genoemd), tussen nitronen en cyclooctynen, oxime / hydrazonvorming uit aldehyden en ketonen, de tetrazine- ligatie, de op isocyanide gebaseerde klikreactie, en meest recentelijk de quadricyclaan-ligatie.
Het gebruik van bio-orthogonale chemie verloopt typisch in twee stappen. Eerst wordt een cellulair substraat gemodificeerd met een bio-orthogonale functionele groep (chemische reporter) en in de cel geïntroduceerd; substraten omvatten metabolieten, enzymremmers, enz. De chemische reporter mag de structuur van het substraat niet drastisch veranderen om te voorkomen dat de biologische activiteit wordt aangetast. Ten tweede wordt een probe, die de complementaire functionele groep bevat, ingebracht om te reageren en het substraat te labelen.

In bovenstaande figuur wordt een bio-orthogonale ligatie weergeven tussen X, een biomolecuul, en Y, een reactieve partner. Ze worden als bio-orthogonaal beschouwd als ze niet de biochemische processen verstoord in de cel.